# Політичні погляди на македонську мову
Існування та самобутність македонської мови заперечуються Болгарією, а назва мови заперечується Грецією. Підписавши Преспанську угоду 17 червня 2018 року, Греція прийняла назву «македонська мова» щодо офіційної мови Північної Македонії.
Македонські діалекти утворюють континуум із болгарськими діалектами, що утворюють східну південнослов'янську підгрупу; вони, у свою чергу, утворюють ширший континуум із сербохорватською через перехідні торлацькі діалекти. Протягом історії македонську мову часто називали варіантом болгарської. Вона була стандартизована в Югославії в 1945 році на основі центрально-західних діалектів регіону Македонія. Македонська мова була визнана мовою меншини в Болгарії з 1946 по 1948 роки. Проте згодом його знову описали в Болгарії як діалект або регіональну норму болгарської мови.
Хоча Болгарія була першою країною, яка визнала незалежність Республіки Македонія в 1991 році, більшість її науковців, а також широка громадськість, продовжують вважати мову, якою там розмовляють, різновидом болгарської. Однак після багатьох років дипломатичного глухого кута, спричиненого цією академічною суперечкою, в 1999 році болгарський уряд урегулював мовне питання, підписавши Спільну декларацію, яка використовувала евфемістичне формулювання: македонською мовою відповідно до Конституції Республіки Македонія, а болгарською мовою відповідно до Конституція Республіки Болгарія. Тим не менше болгарський уряд продовжує заперечувати македонську як окрему мову. Ця проблема була однією з головних причин, через яку уряд Болгарії перешкоджав вступу Північної Македонії до Європейського Союзу.

## Огляд питань

### Визнання

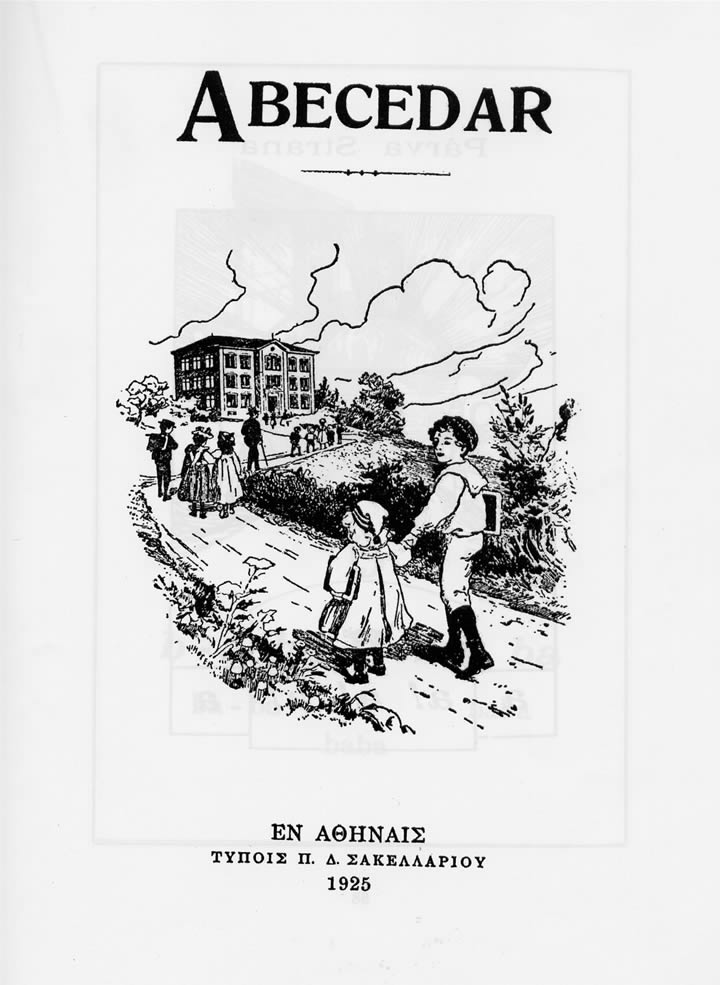
Перша сторінка Abecedar, шкільного підручника, виданого грецьким урядом у 1925 році. Спроби використовувати книжки македонською мовою в грецькій освітній системі були здебільшого невдалими.

Політики та вчені з Північної Македонії, Болгарії та Греції часто мають протилежні погляди щодо існування та самобутності македонської мови. Протягом історії, особливо до її кодифікації, македонську мову по-різному називали варіантом болгарської, сербської або окремою мовою. Історично, після її кодифікації, використання мови було предметом різних поглядів у Сербії, Болгарії та Греції. У міжвоєнний період македонську мову розглядали як південносербський діалект у Югославії, відповідно до заяв, зроблених у 19 столітті. Уряд дозволив використовувати його в діалектній літературі. У 1940-х роках у Болгарії були протилежні погляди на македонську мову; хоча її існування було визнано в 1946-47 роках і дозволено як мову навчання в школах Піринської Македонії, у період після 1948 року її відкинули та обмежили використання всередині країни.
До 1999 року македонська мова ніколи не визнавалася мовою меншини в Греції, і спроби запровадити македонську мову в освіті провалилися. Наприклад, македонський буквар Abecedar був виданий у 1925 році в Атенах, але ніколи не використовувався, і зрештою більшість примірників було знищено. Професор Крістіна Крамер стверджує, що грецька політика в основному базується на запереченні зв’язку між македонським кодифікованим стандартом і стандартом слов’яномовної меншини в країні, і вважає її «чітко спрямованою на викорінення македонської мови». Кількість носіїв македонської мови в Греції було важко встановити, оскільки болгарські лінгвісти вважають частину слов’яномовного грецького населення також носіями болгарської мови. Останніми роками були спроби визнати цю мову мовою меншини в Греції. В Албанії македонську мову визнали після 1946 року, і навчання рідною мовою пропонувалося в деяких сільських школах до четвертого класу.

### Автономна мовна суперечка
Болгарські вчені широко розглядали і продовжують розглядати македонську мову як частину болгарського діалектного ареалу . У багатьох болгарських і міжнародних джерелах до Другої світової війни східно-південнослов'янський діалектний континуум, що охоплює територію сьогоднішньої Північної Македонії та Північної Греції, згадувався як група болгарських діалектів. Деякі вчені стверджують, що ідея лінгвістичного сепаратизму виникла наприкінці 19 століття з появою македонського націоналізму, а потреба в окремій македонській стандартній мові з’явилася на початку 20 століття. Місцеві варіанти для назви мови також були balgàrtzki, bùgarski або bugàrski; тобто болгарська.
Хоча Болгарія була першою країною, яка визнала незалежність Республіки Македонія, більшість її науковців, а також широка громадськість вважали мову, якою там розмовляють, як форму болгарської. Діалектологи болгарської мови називають македонска езикова форма тобто Македонська мовна норма болгарської мови. Під час комуністичної ери македонська мова була визнана мовою меншини в Болгарії з 1946 по 1948 рік, однак згодом її знову описали як діалект або регіональну норму болгарської мови. У 1956 році болгарський уряд підписав угоду з Югославією про взаємний правовий захист, де македонська мова, поряд з болгарською, сербохорватською та словенською, вказана як одна з офіційних мов для юридичних питань. Тим не менш, у тому ж році Болгарія нарешті скасувала своє визнання македонської нації та мови та неявно відновила свою довоєнну позицію. У 1999 році уряд у Софії підписав Спільну декларацію офіційними мовами двох країн, вперше погодившись підписати двосторонню угоду, написану македонською мовою. Станом на 2019 рік у наукових і політичних колах країн тривають суперечки щодо мови та її походження. Болгарські вчені, історики та політики, включно з урядом Болгарії та Болгарською академією наук, все ще вважають македонську мову діалектом, яка заперечує існування окремої македонської мови та оголошує її письмовою регіональною формою болгарської мови. Подібні настрої висловлює і більшість болгарського населення. Сучасний міжнародний консенсус за межами Болгарії полягає в тому, що македонська мова є автономною мовою в межах східно-південнослов’янського діалектного континууму. Як таку мову визнають 138 держав-членів ООН.

### Суперечка про найменування
Грецьке наукове та місцеве співтовариство було проти використання назви македонська для позначення мови у світлі греко-македонської суперечки щодо назв. Цей термін часто уникають у грецькому контексті та категорично відкидають більшість греків, для яких македонська має зовсім інші конотації. Натомість цю мову часто називають просто «слов’янською» або «слов’яно-македонською» (англійською мовою перекладається як «македонська слов’янська»). Носії самі по-різному називають свою мову makedonski, makedoniski («македонська»), slaviká (грец. σλαβικά, «слов'янська»), допія або ентопія (грец. εντόπια, «місцева/корінна [мова]»), balgàrtzki (болгарська) або «македонська» в деяких частинах регіону Касторія, bògartski («болгарська») в деяких частинах Дольної Преспи, уздовж з naši («наш») і stariski («старий»). У Преспанській угоді, підписаній у 2018 році між урядом Північної Македонії та урядом Греції, остання країна прийняла використання прикметника македонська для позначення мови з використанням виноски, щоб описати її як слов’янську.

## Історичний огляд

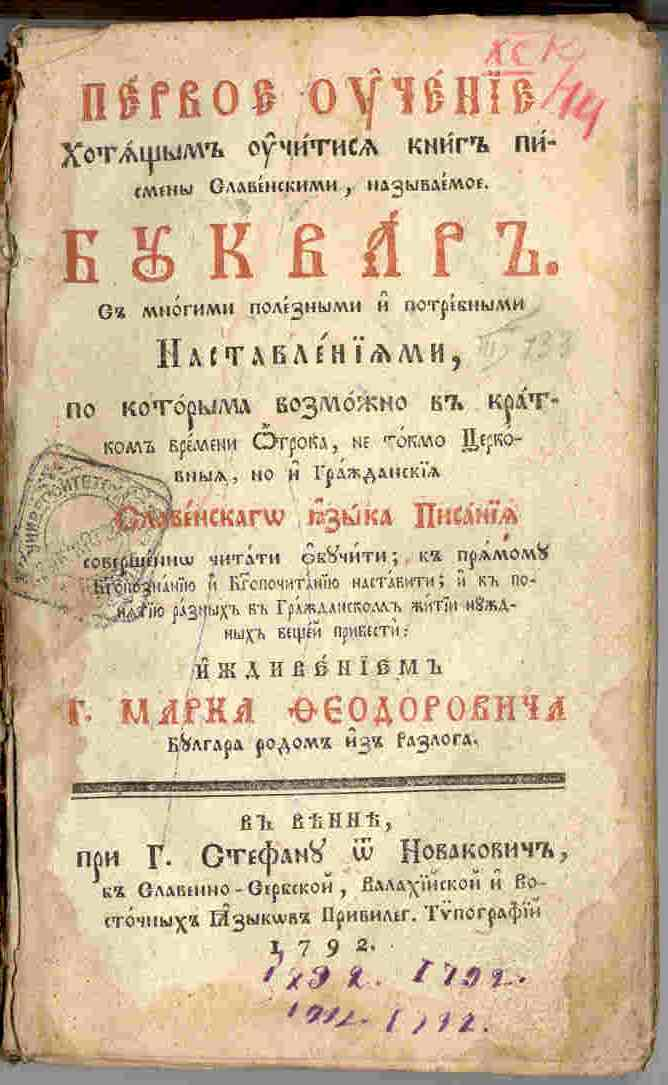
Буквар Марко Теодоровича, 1792 р

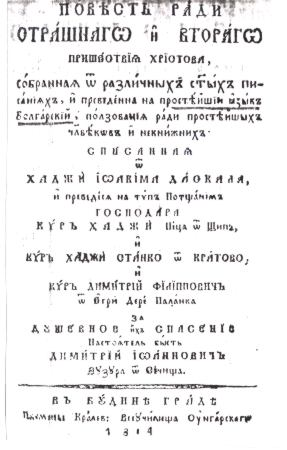
Народна книга Іоакима Карчовського 1814 р

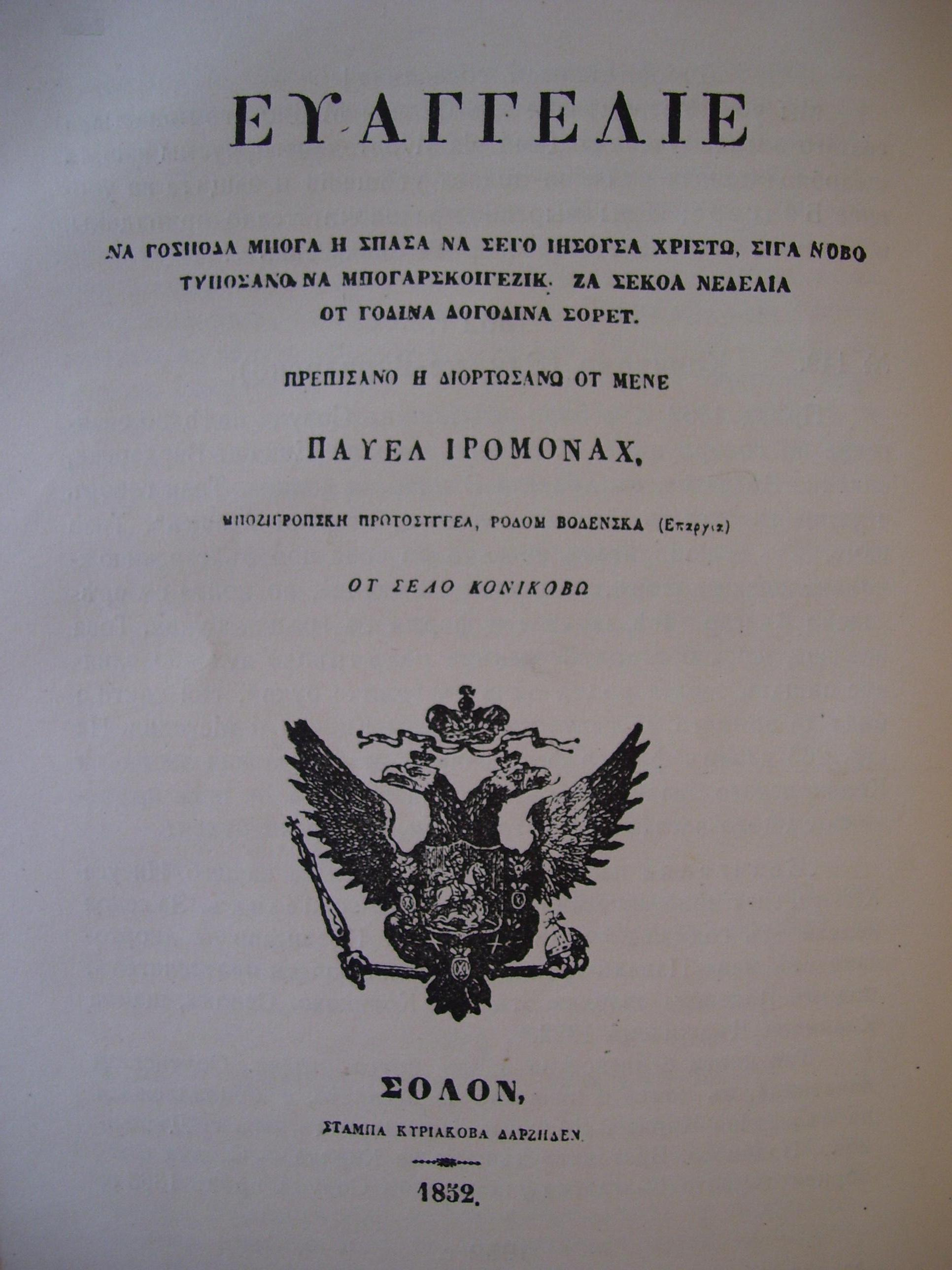
Коникове Євангеліє 1852 р

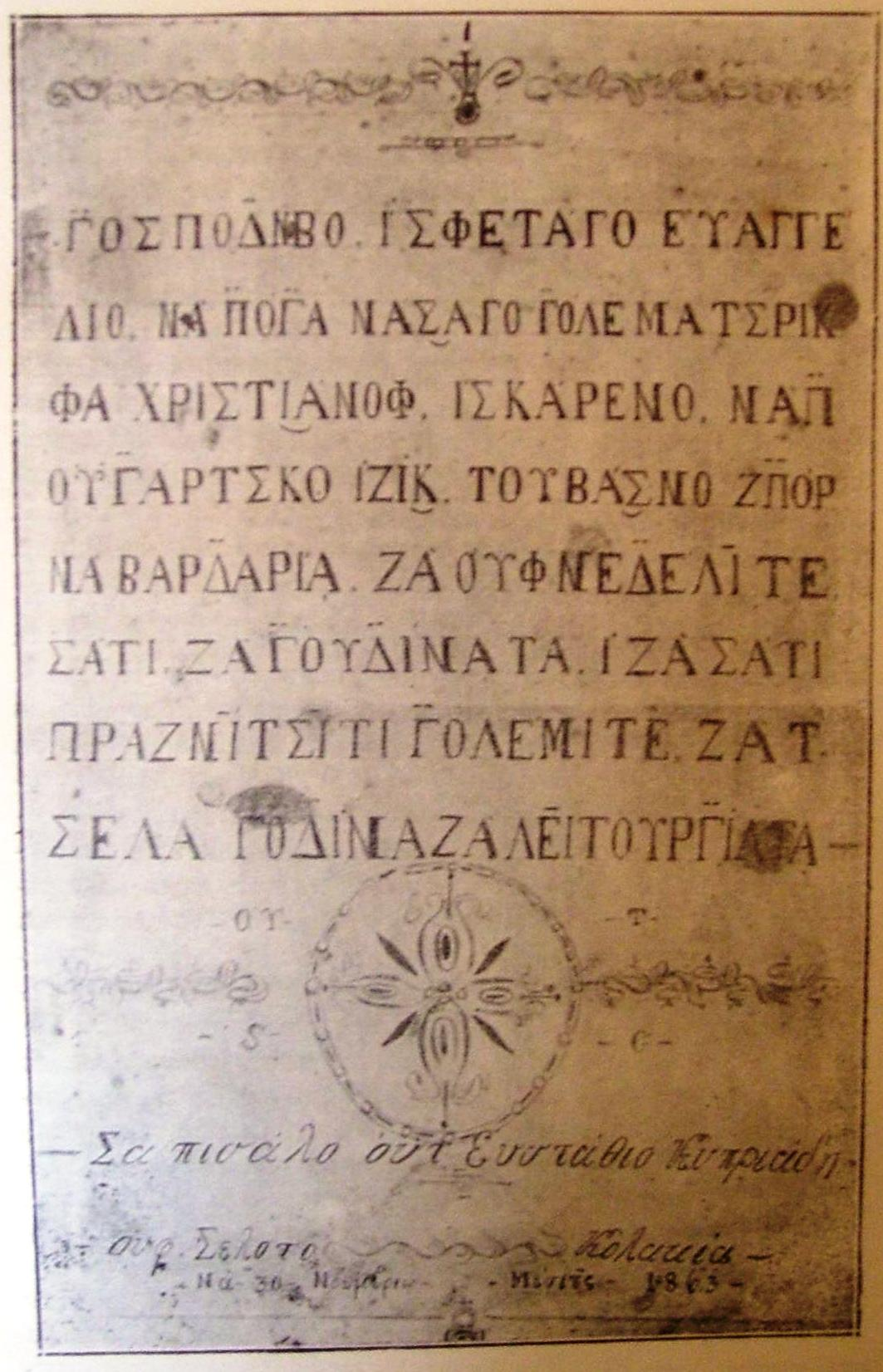
Кулакійське Євангеліє 1863 р

Болгарський етнос у Македонії існував задовго до перших формулювань ідеї про те, що македонські слов'яни можуть утворити окрему етнічну групу від болгар у Дунайській Болгарії та Тракії. Протягом усього періоду османського правління слов'яномовне населення географічних регіонів Мезії, Фракії та Македонії називало свою мову болгарською мовою і називало себе болгарами. Наприклад, хорватський боснійський дослідник Степан Веркович, який був багаторічним учителем у Македонії, посланий сербським урядом із спеціальною асиміляторською місією, писав у передмові до своєї збірки болгарських народних пісень: «Я назвав ці пісні болгарськими, а не слов’янськими. тому що сьогодні, коли ви запитуєте будь-якого македонського слов'янина: хто ви?, він негайно відповідає: я болгарин і називаю свою мову болгарською...». Назву «болгарська» для різних македонських діалектів можна побачити з ранніх народних текстів, таких як чотири -мовний словник Данила Московського, ранні твори Кирила Пейчиновича та Іоакима Курчовського та деякі народні євангелія, написані грецьким алфавітом. Ці письмові твори, створені під впливом болгарської народної мови або повністю написані нею, були зареєстровані в Македонії в XVIII і на початку XIX століття, і їх автори називали свою мову болгарською. Перші зразки болгарської мови та першу граматику сучасної болгарської мови написав провідний сербський літератор Вук Караджич на основі македонського розлогського діалекту. У ті перші роки новонароджена болгарська писемність все ще перебувала під сильним впливом церковнослов’янських форм, тому діалектичні відмінності між східними та західними регіонами були не дуже помітними. Дійсно, у ті перші роки багато болгарських активістів інколи навіть спілкувалися грецькою мовою.
Коли болгарський національний рух почався в другій чверті 19 століття, деякі міста Македонії були одними з перших, хто вимагав освіти болгарською мовою та болгаромовних священнослужителів для своїх церков. Однак до 1860-х років стало зрозуміло, що центральнобалканські регіони Болгарії беруть на себе лідерство в мовних і літературних справах. Значною мірою це було пов’язано з тим, що заможні міста по обидва боки центрально-балканського хребта змогли випустити більше інтелектуалів, які отримали освіту в Європі, ніж відносно менш розвинені інші болгарські регіони. Отже, коли переважала ідея про те, що в письмовій мові повинна бути представлена народна мова, а не церковнослов’янська, найбільше були представлені діалекти центральнобалканського регіону між Велико Тирново та Пловдивом.
Деякі видатні болгарські просвітителі з Македонії, такі як Партеній Зографський і Кузман Шапкарев, закликали до більшої репрезентації македонських діалектів у болгарській літературній мові, але їхні поради не були враховані в той час і іноді зустрічалися вороже. У статті Петко Рачева Славейкова «Македонське питання», опублікованій 18 січня 1871 року в газеті «Македонія» в Константинополі, македонізм піддавався критиці, його прихильники називалися македоністами, і це найдавніша непряма згадка про нього, що збереглася, хоча Славейков ніколи не вживав цього слова Македонізм. Перше зареєстроване використання цього терміна датується 1887 роком Стояном Новаковичем для опису македонізму як потенційного союзника для сербської стратегії розширення її території в бік Македонії, чиє населення майже всі нейтральні джерела вважали болгарами того часу. Приголомшення певних македонців тим, що вони вважали панівним ставленням північних болгар до їхньої мови, було пізніше спритно використано сербською державою, яка почала побоюватися зростання болгарського націоналізму в Македонії.
Аж до 1912/18 рр. це була стандартна болгарська мова, яку більшість македонців вивчали (і викладали) у школах Екзархії. Усі активісти та лідери македонського руху, включно з лівими, використовували стандартну болгарську мову в документах, публікаціях у пресі, листуванні та мемуарах, і ніщо не вказує на те, що вони сприймали її як іноземну. Це характерно навіть для членів ВМРО (Об'єднаних) у 1920-1930-х роках, коли формувалась ідея окремої македонської нації.
Починаючи з 1930-х років Болгарська комуністична партія та Комінтерн намагалися створити окрему македонську національність і мову як засіб досягнення автономії Македонії в рамках Балканської федерації. Отже, македонці, які отримали болгарську освіту, були першими, хто розвинув окрему македонську мову, культуру та літературу. Коли Соціалістична Македонія була утворена як частина Федеративної Югославії, ці підготовлені в Болгарії кадри вступили в конфлікт через мову з сербськими активістами, які працювали в Комуністичній партії Югославії. Оскільки останні володіли більшою частиною політичної влади, їм вдалося нав’язати свої погляди на напрямок розвитку нової мови, до великого жаху першої групи. Денніс П. Хапчік, американський професор історії, стверджує, що «очевидно плагіатний історичний аргумент македонських націоналістів щодо окремої македонської етнічної приналежності міг бути підкріплений лише лінгвістичною реальністю, і це працювало проти них до 1940-х років. Поки в 1944 році очолюваний соціалістами партизанський рух Македонії не оголосив сучасну македонську літературну мову, більшість сторонніх спостерігачів і лінгвістів погоджувалися з болгарами в тому, що народна мова, якою розмовляють македонські слов’яни, є західним діалектом болгарської мови».
Після 1944 року уряд, де домінували комуністи, прагнув створити болгарсько-югославську федерацію (див. Балканська комуністична федерація ), і частково це передбачало надання «культурної автономії» Піринському регіону. Отже, болгарські комуністи визнали македонську мову як відмінну від болгарської 2 листопада 1944 року в листі Болгарської робітничої партії (комуністів) до маршала Тіто та КПЮ. З січня 1945 року регіональна газета «Піринско дело», що друкувалася в Болгарії, почала видавати сторінку македонською мовою. Після розколу Тіто і Сталіна в 1948 році від цих планів відмовилися. Ця дата також збіглася з першими заявами болгарських лінгвістів щодо сербізації македонської мови. Офіційно Болгарія продовжувала підтримувати ідею об’єднання Македонії та македонської нації, але в рамках Балканської Федерації, а не в межах Югославії. Однак поворот у політиці македонізації вже був оголошений на таємному квітневому пленумі БКП у 1956 році та відкрито проголошений на пленумі 1963 року. У 1958 році Болгарія вперше кинула «серйозний виклик» позиції Македонії. Ці події призвели до бурхливої полеміки між югославськими та болгарськими вченими та іноді відображалися на двосторонніх відносинах двох країн.

## Македонські погляди
Відповідно до нині поширеної та офіційної македонської точки зору в книгах у Республіці Північна Македонія, слов'янська-македонська мова є першою офіційною мовою слов'ян, завдяки запровадженню св. Кирилом і св. Методієм слов’янської мови письменності через глаголицю, яка базувалася на південно-македонському діалекті з околиць Салонік, батьківщини двох святих. Пізніше Македонія потрапила під владу болгар, і візантійці вважали всіх слов'ян-македонців болгарами. Відповідно до маргінальної теорії, яку підтримували в Північній Македонії, царство царя Самуїла в ранньому середньовіччі було нібито першою македонською слов'янською державою. Однак Крсте Місірков, який нібито встановив принципи македонської літературної мови наприкінці 19 століття, заявив: «Ми розмовляємо болгарською і ми віримо, що з Болгарією наша сила».
За часів Османської імперії Сербія, Македонія, Болгарія та Греція були під владою Османської імперії. У дев'ятнадцятому столітті основним джерелом ідентичності була релігія. Оскільки слов’яни в географічних регіонах Македонії та Болгарії були православними християнами, а грецька православна церква намагалася еллінізувати населення, македонські та болгарські інтелектуали об’єдналися, щоб створити слов’янську літературну мову на противагу грецькій. На початку дев'ятнадцятого століття виникли два конкуруючі центри письменності: південно-західна Македонія та північно-східна Болгарія. Ці центри були достатньо різними на кожному мовному рівні, щоб конкурувати за те, щоб стати літературною мовою. Коли болгарський екзархат був визнаний міллетом нарівні з грецьким міллетом (за релігійними ознаками), назва болгарська все ще була релігійним терміном, на відміну від грецької, і мова почала стандартизуватися на основі болгарського центру грамотності. Інтелектуали з македонського центру письменності відчували, що їхні діалекти виключаються з літературної болгарської мови. До того часу, як болгарська держава здобула незалежність у 1878 році, населення Македонії та Болгарії зазнало суперечливих претензій з боку сербської, болгарської та грецької держав і церков, які забезпечували освіту, а про особливу македонську національну ідентичність писали в пресі. До 1903 року окрема македонська ідентичність і мова зміцнюються в роботах Крсте Петкова Місіркова, який виступає за окрему македонську літературну мову.

## Болгарські погляди

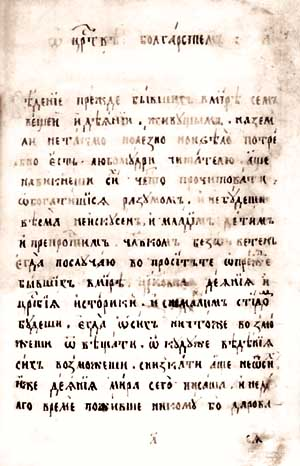
Сторінка з "Історії слов'яно-болгарської", написаної в 1762 році уродженцем Македонії преподобним Паїсієм Хілендарським.

У 1946 році вибори до установчих зборів у жовтні дали комуністам більшість. Нова влада офіційно визнала Македонію, але це тривало лише до розколу Тіто-Сталіна в 1948 році. Проте з 1948 по 1963 рік деякі болгарські лінгвісти все ще продовжували визнавати македонську як окрему слов'янську мову. Перший великий «мовний скандал» між Болгарією та Македонією стався в листопаді 1966 року, коли президент Болгарської асоціації письменників Георгій Дзагаров відмовився підписати угоду про дружбу та співпрацю, підготовлену як болгарською, так і македонською мовами. У 1993 році уряд Болгарії відмовився підписати першу двосторонню угоду з Республікою Македонія, оскільки македонська мова була згадана в угоді в останньому пункті: «Ця угода написана і підписана болгарською та македонською мовами». Це поклало початок суперечці, яка була вирішена в лютому 1999 року, коли уряди Болгарії та Македонії підписали Спільну декларацію, де в останньому абзаці обидва уряди підписали декларацію: «Болгарською мовою згідно з конституцією Болгарії та македонською мовою відповідно до конституції Македонії». Проте відмова визнати македонську мову зберігалася в болгарському суспільстві, тож у серпні 2017 року обидва уряди підписали ще одну Угоду про дружбу із пунктом, у якому знову згадується македонська. У болгарському суспільстві досі існує думка, що Болгарія не визнавала і не визнає Македонію.
Хоча Болгарія була першою країною, яка визнала незалежність Республіки Македонія, більшість її науковців, а також широка громадськість вважають мову, якою там розмовляють, різновидом болгарської. Однак після багатьох років дипломатичного глухого кута, спричиненого академічною суперечкою, у 1999 році уряд у Софії вирішив проблему з македонською мовою за формулою: «офіційна мова країни (Республіки Македонія) відповідно до її конституції».
Більшість болгарських лінгвістів вважають слов'янські діалекти, поширені в регіоні Македонії, частиною болгарського діалектного ареалу. Як доказ наводяться численні спільні риси цих діалектів із болгарською. Болгарські вчені також стверджують, що до 1945 року переважна більшість македонського населення не усвідомлювала македонської мови, окремої від болгарської. На підтвердження цього російські вчені наводять ранні згадки мови в слов’янській літературі з середини X століття до кінця XIX століття як «болгарська» або «болгарською». Звідси робиться висновок, що сучасна стандартна македонська мова також не є окремою від болгарської, а просто іншою письмовою «нормою», заснованою на наборі болгарських діалектів.
Крім того, болгарські лінгвісти стверджують, що македонські та югославські лінгвісти, які брали участь у кодифікації нової мови, штучно внесли відмінності від літературної болгарської, щоб наблизити її до сербської. Кажуть також, що вони вдалися до фальсифікацій і навмисного неправильного тлумачення історії та документів, щоб посилити твердження про те, що до 1944 року існувала свідомість окремої македонської етнічної приналежности. Хоча початковою метою кодифікаторів македонської мови було віддалити її як від болгарської, так і від сербської , сьогодні болгари вважають стандартну македонську мову сильно сербованою, особливо щодо її лексики. Болгарські вчені, такі як Коста Црнушанов, стверджують, що сербська мова справила кілька впливів на стандартну македонську мову. Венко Марковський, письменник, поет і комуністичний політик з регіону Македонія, який у 1945 році брав участь у Комісії зі створення македонського алфавіту і колись писав македонською мовою та опублікував першу сучасну книгу, написану стандартизованою македонською мовою, заявив у Інтерв'ю Болгарському національному телебаченню лише за сім днів до своєї смерті, що етнічних македонців і македонської мови не існує і що вони є результатом маніпуляцій Комінтерну. Частина болгарських вчених і людей дотримуються думки, що македонська мова є однією з трьох «норм» болгарської мови, дві інші — це стандартна болгарська мова і мова банатських болгар. Це формулювання було деталізовано в 1978 році в документі Болгарської академії наук під назвою «Єдність болгарської мови сьогодні і в минулому». Хоча Болгарія була першою країною, яка визнала незалежність Республіки Македонія, вона не визнала македонську як унікальну мову, оскільки вона скасувала своє визнання мови та етнічної групи наприкінці 1950-х років. Це було основною перешкодою для розвитку дипломатичних відносин між двома країнами до тих пір, поки в 1999 році не було вироблено компромісне рішення.  

## Грецькі погляди
З грецької точки зору, існує лише одне справжнє значення терміна Македонія, і це стосується стародавньої Македонії та сучасної грецької області Македонії. Тому греки заперечували проти використання «македонської» назви щодо сучасної слов'янської мови, називаючи її «слов'яно-македонською» (грец. σλαβομακεδονική γλώσσα), термін, придуманий деякими членами слов’яномовної спільноти Північної Греції та використаний Георгієм Пулевським у його книзі «Словник трьох мов».
Деметріус Андреас Флудас, старший юрист Хьюз-Холлу, Кембридж, пояснює, що лише в 1944 році Йосип Броз Тіто, щоб посилити свій регіональний вплив, віддав найпівденнішій провінції Югославії (офіційно відомій як Вардарська бановина за регіональною номенклатурою банату) нову назву Народна Республіка Македонія. У той же час, «політичним майстерним ходом», місцева мова, яка до того часу вважалася західним болгарським діалектом, була односторонньо охрещена «македонською» і стала однією з офіційних мов Югославії. Греція також відкидає колишню назву «Республіка Македонія», вбачаючи в ній неявну територіальну претензію на весь регіон.
У Греції видано книги, які нібито викривають нібито штучний характер македонської мови.
3 червня 2018 року міністр судноплавства та острівної політики Греції Панагіотіс Курубліс визнав, що Греція повністю визнає термін «македонська мова» для сучасної слов’янської мови, починаючи з Конференції ООН зі стандартизації географічних назв 1977 року, цей факт підтвердив 6 червня міністр закордонних справ Греції Нікос Коціас, який заявив, що мова була визнана тодішнім урядом на чолі з Новою демократією. Коціас також розкрив секретні документи, які підтверджують використання терміна «македонська мова» минулими урядами Греції, а також вказують на офіційні заяви грецького прем'єр-міністра Евангелоса Авероффа, який у 1954 і 1959 роках використовував термін «македонська мова» для південнослов'янської мови. Нова демократія спростувала ці заяви, зазначивши, що в документі ООН 1977 року чітко зазначено, що використана в ньому термінологія (тобто характеристика мов) не означає жодної думки Генерального секретаріату ООН щодо правового статусу будь-якої країни, території, кордонів. тощо Крім того, Нова демократія  заявила, що в 2007 і 2012 роках, вона, як правляча партія, включила заперечення Греції у відповідні документи ООН.
12 червня 2018 року прем'єр-міністр Північної Македонії Зоран Заєв оголосив, що визнання Македонії Грецією підтверджено в Преспанській угоді. Однак у самій Греції найчастіше вживається термін «слов'яномакедонський» (Σλαβομακεδονικα).

## Сербські погляди
Сербія офіційно визнає македонську мову окремою від болгарської. За переписом 2002 року близько 26 000 осіб назвали себе македонцями.

## Погляди лінгвістів

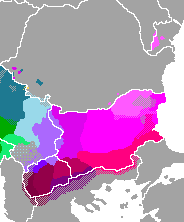
Східно-південнослов'янський діалектний ареал.
Торлацький діалект
Північно-македонські діалекти
Західно-македонський
Центрально-македонський
Південно-східні македонські діалекти
Південно-західні болгарські діалекти (або східно-македонські діалекти)
Північно-західні болгарські діалекти
Рупські діалекти
Балканські діалекти болгарської мови
Мізійські діалекти Стандартна болгарська мова базується на рупському, балканському та мезійському («східно-болгарському») діалектах. Стандартна македонська мова базується на західно-македонських діалектах, що складаються із «західної» та «центрально-македонської» підгруп.

Промакедонську точку зору висловлює Горацій Лунт, професор Гарварду, який написав першу англійську граматику македонської мови на початку 1950-х років: «Болгарські вчені, які стверджують, що концепція македонської мови була невідома до Другої світової війни, або які продовжувати стверджувати, що македонської мови не існує, виглядають не тільки нечесно, але й безглуздо, тоді як грецькі вчені, які роблять подібні заяви, демонструють зарозуміле невігластво щодо своїх слов’янських сусідів»; (Lunt 1984:110, 120). Подібним чином Лорінг Денфорт, професор антропології коледжу Бейтса в Льюїстоні, штат Мен, розглядає позицію лінгвістів, які приписують походження македонської мови власному бажанню, підкреслюючи, що всі мови в процесі стандартизації мають певний політичний та історичний контекст. для них і той факт, що македонська мова мала політичний контекст, у якому вона була стандартизована, не означає, що вона не є мовою.
Висловлюючи проболгарську точку зору, італійський лінгвіст Вітторе Пізані заявив, що «македонська мова насправді є артефактом, створеним переважно з політичних причин». Німецький лінгвіст Фрідріх Шольц стверджує, що македонська національна свідомість і свідоме сприяння македонській мові як писемності вперше з’являється лише на початку двадцятого століття і особливо зміцнюється в роки між двома світовими війнами. Австрійський лінгвіст Отто Кронштейнер стверджує, що македонські лінгвісти штучно ввели відмінності від літературної болгарської мови, щоб наблизити македонську мову до сербської, жартуючи, що македонська мова є болгарською, але написаною на сербській друкарській машинці. Відповідно до Енциклопедії мови та лінгвістики (ред. лінгвіст Рональд Е. Ашер ), македонську мову можна назвати болгарським діалектом, оскільки структурно вона найбільш схожа на болгарську.